# 米子鉱山
米子鉱山（よなここうざん）は、長野県須坂市でかつて操業していた硫黄などの鉱山。1743年（寛保3年）に、米子村の竹前氏によって本格的な採掘が始められた。
1898年（明治31年）に須坂硫黄会社が竹前氏から鉱山経営権を受け継いだ後、数回の所有者変更を経て中外鉱業株式会社が1934年に買収した。硫黄のほかにろう石、褐鉄鉱なども産出した。戦前は軍事用の火薬となる硫黄の需要が高く、最盛期には月産1,200トンに達し、鉱山関係者1,500人が生活していた。鉱山から須坂駅までは全長14kmに及ぶ索道（ロープウェイ）が設けられ、集落には共同浴場、学校、映画館なども建てられた。
1960年に硫黄の採掘が終わり、1973年に全面閉山。付近には米子大瀑布がある。

## 歴史
- 1630年頃(寛永7年頃) - 近江の住人が硫黄採掘を請負い運上金を納めた。
- 1710年頃(宝永7年頃) - 米子村竹前次郎助および三男権兵衞経営請負い。
- 1720年頃(享保5年頃) - 竹前権兵衞、越後国北蒲原郡紫雲村の干拓を行い米子新田を拓く。
- 1780年頃(安永9年頃) - 竹前源三郎経営、採鉱範囲を広げ、7ヶ所で採鉱。(泉坑、滝頭坑、沢場坑、大黒坑、和合院坑、恵美須坑、屋源田坑)
- 1860年頃(安政7年万延元年)頃 - 竹前源三郎経営、「鷹の目硫黄」500貫を幕府に献上その後経営分割される。泉坑・滝頭坑(竹前源次郎経営)、沢場坑(藤森弥作経営)、大黒坑(竹前幸吉経営)
- 1898年(明治31年) - 米子硫黄(株)設立、社長・小林伝兵衛(沢場坑経営)。須坂硫黄(株)設立、社長・牧新七(泉坑、滝頭坑経営)。花畑から硯原まで索道が完成。
- 1903年(明治36年) - 経営難が続き新会社組織となる。信濃硫黄(株)設立、社長・宮沢高蔵。
- 1904年(明治37年) - 索道を上米子まで延長。日露戦争により需要が増加する。年間生産高 約20.000t
- 1911年(明治44年) - 落盤事故が起こる。死者18名。
- 1920年(大正9年) - 火災発生、鉱山集落を殆ど焼き尽くす。被害が大きく閉業。
- 1927年(昭和2年) - 大阪の資本家により経営再開。
- 1934年(昭和9年) - 中外鉱業(株)米子鉱業所となる。
- 1943年(昭和18年) - 索道が須坂駅まで延長、引き込み線ホームが建設される。褐鉄鉱床を発見、採掘が始まる。
- 1944年(昭和19年) - 硫黄鉱山整備令のため硫黄鉱山休山。鉄の需要が高まり褐鉄鉱採掘が続く。須坂駅引き込み線ホームに、高井鉱山、横手鉱山、米子鉱山共同の貨物積込所ができる。
- 1945年(昭和20年) - 蝋石、ダイアスポーア鉱床を発見、採掘が始まる。6月 須坂索道場において県所有ダイナマイトを搬出中、爆発事故が起こる。8名死亡。
- 1950年(昭和25年) - この頃より硫黄の需要が高まり製錬所、索道が新設される。
- 1951年(昭和26年) - 硫黄生産復活、生産高2129t、蝋石3341t、ダイアスポーア231t この頃従業員125名。
- 1952年(昭和27年) - 落盤事故が起こる。死者3名。5名は坑内に閉じ込められたが89時間後に全員救出された[1]。
- 1953年(昭和28年) - この頃より経営縮小される。
- 1960年(昭和35年) - 10月 硫黄鉱山閉山。蝋石、ダイアスポーアの採掘は続く。
- 1973年(昭和48年) - 米子鉱山全面閉山となる。